# Фиск, Скайлер
Ска́йлер Эли́забет Фиск (англ. Schuyler Elizabeth Fisk, род. 8 июля 1982 года, Лос-Анджелес, Калифорния) — американская актриса, певица и композитор. Дочь актрисы Сисси Спейсек.

## Биография
Скайлер Фиск родилась в Лос-Анджелесе, в семье актрисы Сисси Спейсек и художника-постановщика Джека Фиска. У неё есть сестра — Мэддисон Фиск. В детстве Скайлер много играла в школьных постановках, свою первую главную роль она исполнила в мюзикле «Энни». Она сыграла несколько второплановых ролей в сериалах «Холм одного дерева» и «Закон и порядок: Специальный корпус».
Фиск начала писать собственные песни уже в 15 лет, и в 2004 году она подписала контракт со звукозаписывающей компанией «Universal Records». Песни Скайлер вошли в саундтреки к фильмам «Снежный день» (2000), «Американское оружие» (2005), «Меня зовут Рид Фиш» (2006), «Пенелопа» (2006), «Дорогой Джон» (2010).
26 мая 2012 года Фиск вышла замуж за Чэпмана Буллока.

## Музыка
Альбомы
- Blue Ribbon Winner (2011)
- The Good Stuff (2009)

Синглы
- Love Somebody (2009)

Саундтреки
- «AppleBox» («15 Miles Ago») (2011)
- «Дурнушка Бетти» (сериал)

— The Past Presents the Future (2010) (writer: «Be My Only» — uncredited / performer: «Be My Only» — uncredited)
- «Жизнь непредсказуема» (сериал)

— Bride Unbridled (2010) (writer: «Fall Apart Today» — uncredited / performer: «Fall Apart Today» — uncredited)
- «Дорогой Джон» («Paperweight») (2010)
- «Проблемы Грэй» («I Just Remember Goodbye») (2006)
- «Пенелопа» («Waking Life») (2006)
- «Меня зовут Рид Фиш» («From Where I’m Standing», «On Your Arm») (2006)
- «Американское оружие» («The Good Stuff») (2005)
- «Скелеты в шкафу» («Catching up with Yesterday») (2000)
- «Снежный день» («It’s Not Her») (2000)
- «Дом» (сериал) («Waking Life») (2011)

## Фильмография
| Год  |   | Русское название                        | Оригинальное название                | Роль                                                |
| ---- | - | --------------------------------------- | ------------------------------------ | --------------------------------------------------- |
| 1990 | ф | Папаша умирает… Кто получит наследство? | Daddy's Dyin'... Who's Got the Will? | маленькая Сара Ли                                   |
| 1990 | ф | Долгий путь пешком домой                | The Long Walk Home                   | Джуди                                               |
| 1991 | ф | Несдержанные обещания                   | Hard Promises                        | Мэри                                                |
| 1994 | ф | Ищу маму                                | Trading Mom                          | Сьюзи                                               |
| 1995 | ф | Клуб нянек                              | The Baby-Sitters Club                | Кристи Томас                                        |
| 1996 | ф | Мой друг Джо                            | My Friend Joe                        | Джо                                                 |
| 2000 | ф | Снежный день                            | Snow Day                             | Лэйн Леонард                                        |
| 2001 | ф | Скелеты в шкафу                         | Skeletons in the Closet              | Робин                                               |
| 2002 | ф | Страна чудаков                          | Orange County                        | Эшли                                                |
| 2005 | ф | Американское оружие                     | American Gun                         | Сисиль                                              |
| 2005 | ф | The Locrian Mode                        | The Locrian Mode                     | Тора                                                |
| 2005 | ф | Холм одного дерева                      | One Tree Hill                        | Дэйтона Грин, эпизод «I’m Wide Awake, It’s Morning» |
| 2006 | ф | Закон и порядок: Специальный корпус     | Law & Order: Special Victims Unit    | Элла Кристианс, эпизод «Taboo»                      |
| 2006 | ф | Меня зовут Рид Фиш                      | I'm Reed Fish                        | Джилл                                               |
| 2011 | ф | Не сдавайся                             | Restless                             | Элизабет Коттон                                     |